# Droga krajowa nr 311 (Węgry)
Droga krajowa nr 311 (węg. 311-es főút) – droga krajowa w komitacie Pest w środkowych Węgrzech. Długość - 32 km. Przebieg: 
- Nagykáta – skrzyżowanie z 31
- Cegléd – skrzyżowanie z 4 i z 40